# Huaqiao (köpinghuvudort i Kina, Hubei Sheng, lat 30,01, long 115,72)
Huaqiao (kinesiska: 花桥) är en köpinghuvudort i Kina. Den ligger i provinsen Hubei, i den centrala delen av landet, omkring 150 kilometer sydost om provinshuvudstaden Wuhan. Antalet invånare är 64 690. Befolkningen består av 31 587 kvinnor och 33 103 män. Barn under 15 år utgör 20,0 %, vuxna 15-64 år 68 %, och äldre över 65 år 10,0 %.
Runt Huaqiao är det tätbefolkat, med 659 invånare per kvadratkilometer. Närmaste större samhälle är Meichuan, 17,4 km nordväst om Huaqiao. Trakten runt Huaqiao består till största delen av jordbruksmark.
Genomsnittlig årsnederbörd är 2 073 millimeter. Den regnigaste månaden är maj, med i genomsnitt 328 mm nederbörd, och den torraste är januari, med 59 mm nederbörd.